# جيمي فريتش
جيمي فريتش (بالإنجليزية: Jamie Fritsch)‏ هو لاعب هوكي الجليد أمريكي، ولد في 25 فبراير 1985 في أودنتون في الولايات المتحدة.

## وصلات خارجية
- جيمي فريتش على موقع دوري الهوكي الوطني (الإنجليزية)
- جيمي فريتش على موقع EliteProspects.com (الإنجليزية)
- جيمي فريتش على موقع HockeyDB.com (الإنجليزية)
- جيمي فريتش على موقع Hockey-Reference.com (الإنجليزية)